# 答儿麻失里
答儿麻失里（Tarmashirin，？—1334年），察合台汗笃哇的幼子，察合台汗国第17代可汗。1327年，答儿麻失里继位前，发动了对印度德里苏丹国的大规模掠夺性远征，一直进军直至德里，答儿麻失里改信了伊斯兰教。察合台汗国有两个文化体系：河中地区和伊犁河流域，前者信奉伊斯兰教、过定居生活；后者坚持蒙古传统，保持游牧习惯。答儿麻失里的政策，引起伊犁河流域的宗王反对。1334年，都来帖木儿之子不赞起兵，杀死了答儿麻失里。